# Túnel de Pajares

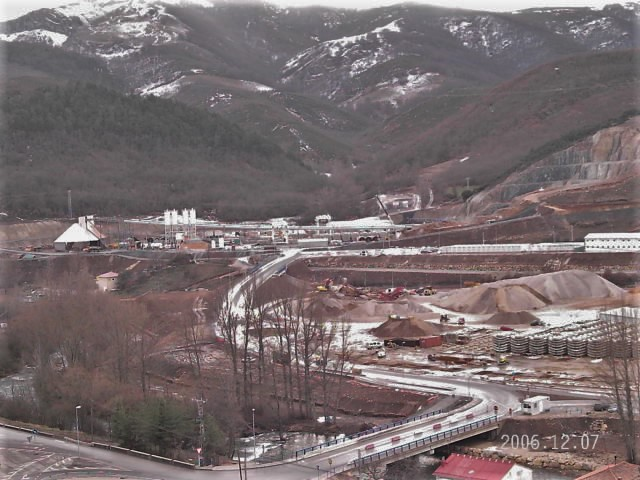
Variante de Pajares em obras

Os túneis de Pajares fazem parte da variante de Pajares, um ramo da linha ferroviária de alta velocidade (AVE) que ligará parte do noroeste da Espanha com a região central da Meseta Ibérica. Os túneis ficam entre Valladolid e Gijon e serão, quando em serviço, os quintos mais longos da Europa (depois dos túneis de Guadarrama) e os sétimos do mundo. Esta linha permitirá o trânsito tanto de passageiros como de mercadorias. Será usada a bitola padrão e 25 kV AC de electrificação.

## Dados básicos do túnel
- 2 túneis de via única
- Distância: 24,648 km
- Pendente longitudinal contínua de 16,8 milésimas, sentido descendente para as Astúrias
- Secção circular: 8,5 m de diâmetro
- Superfície: 52 m²
- Galerias de licação: cada 400 m
- Distância entre os eixos de ambas as vias: 50 metros no interior do maciço